# Мир гитары
Мир гитары — международный музыкальный фестиваль гитарной музыки. Проводится в Калуге с 1998 года. Инициатор создания и художественный руководитель — Олег Владимирович Акимов. «Мир гитары» — это главное гитарное событие страны и крупнейший гитарный фестиваль Европы, участие в котором стало знаком престижа и профессионального признания. Фестиваль «Мир гитары» — некоммерческое мероприятие с просветительской миссией и благотворительной программой: выступлениями юных гитаристов из регионов России, концертами-встречами и мастер-классами выдающихся музыкантов — участников фестиваля; квотами на бесплатные билеты для социально незащищённых групп населения.

## История фестиваля
Участниками фестиваля были звёзды мировой величины — король фламенко Пако Де Лусия, многократный лауреат премии «Грэмми» Стив Вай, родоначальники стиля фьюжн Джон Маклафлин, Эл Ди Меола и Ларри Корьелл, признанные звёзды современной гитарной музыки Висенте Амиго, Хуан Мануэль Канизарес, Доминик Миллер, Стенли Джордан, Роман Мирошниченко, Томми Эммануэль, Джесси Кук, Анджело Дебар, легендарная рок-группа «King Crimson», композитор и дирижёр из Кубы, почётный член ЮНЕСКО Лео Брауэр, оркестры «Виртуозы Москвы», Олега Лундстрема и Вероники Дударовой и многие другие.

## Награды фестиваля
- 2013 — лауреат Национальной премии в области событийного туризма Russian Event Award
- 2014 — лауреат Премии ЦФО в области литературы и искусства[6]
- 2014 — дипломант Всероссийской ярмарки-конкурса событийного туризма Russian Open Event
- 2016 — почетная грамота общественной палаты Центрального Федерального Округа
- 2022 — благодарственное письмо Минкультуры России. «За организацию и проведение Международного музыкального фестиваля „Мир Гитары“ и значительный вклад в развитие культуры».

## Интересные факты
- За 25 лет работы фестиваля проведены 280 концертов, на которых присутствовало более 110,000 зрителей.
- Федеральным агентством по туризму фестиваль «Мир гитары» включён в Национальный календарь событий Российской Федерации.[7]
- Почетными гостями «Мира гитары» были чрезвычайные и полномочные послы Кубы, Австралии и Финляндии, атташе по культуре Испании и США, Михаил Швыдкой, Евгений Князев, Юрий Лончаков, Дмитрий Дибров.
- В 2013 году документальный фильм «Сны учителя музыки», повествующий об истории и развитии фестиваля «Мир Гитары» был удостоен специального приза VIII Международном фестивале авторского кино BIAFF в Батуми (Грузия). В фильме снимались всемирно известные музыканты: Dominic Miller, Tony Levin, Juan Manuel Canizares, Daniel Piazzolla, Dominique Di Piazza, Роман Мирошниченко, Даниил Крамер, Adrian Belew и другие.
- Созданный в 2015 году под эгидой фестиваля международный проект World Of Guitar Trio, объединивший троих ведущих в Европе акустических гитаристов нового поколения: Романа Мирошниченко, Хенрика Андерсена (Дания) и Хосе Антонио Родригеса (Испания), прошёл отбор из более 600 претендентов из 20 стран и триумфально выступил на главной сцене крупнейшей в мире выставки музыкальной индустрии NAMM Show-2016 в Лос-Анджелесе. 12 ноября 2016 года в Линкольн-центре в Нью-Йорке состоялась церемония награждения победителей американской музыкальной премии 15th Annual The Independent Music Awards. Проект World Of Guitar Trio победил в двух номинациях: «The Best Instrumental Album», за совместный альбом «Perfect Strangers» и «The Best World Traditional Song» за совместно записанное для альбома произведение «Moon Over Tanjore»[8].
- В Мае 2016 года руководитель международных проектов фестиваля «Мир гитары» Роман Мирошниченко, вместе с Al Di Meola, Scott Henderson, группами Status Quo, DragonForce, Within Temptation стал участником гитарного рекорда Гиннесса в рамках фестиваля Thanks Jimi Festival, проходящем ежегодно в городе Вроцлав, Польша.[9].